# Campeonato Argentino Juvenil
El Campeonato Argentino Juvenil (también conocido como Argentino Juvenil) es una competición anual de rugby para los seleccionados representativos juveniles de las uniones provinciales afiliadas a la Unión Argentina de Rugby, además de otras selecciones sudamericanas invitadas. El torneo surgió en 1972 como la versión juvenil del Campeonato Argentino de Rugby con el objetivo de fomentar el desarrollo de jugadores juveniles a lo largo del país.
A lo largo de las temporadas, el torneo ha ido cambiado de categorías (M17, M18, M19, M20, M21 y M23) en concordancia con los  distintos objetivos de la Unión Argentina de Rugby, entre ellas, alinearse con la participación de Los Pumitas en distintos torneos internacionales, como el Campeonato Mundial de Rugby Juvenil. Debido a esto, entre 1993 y 2016 también se disputaron dos o tres torneos paralelos por año para las distintas categorías contempladas. Actualmente el torneo se disputa solamente en la división M17.
Actualmente, el Argentino Juvenil es disputado por veintiocho equipos (veinticinco uniones provinciales argentinas y tres selecciones sudamericanas invitadas) y está dividido en tres niveles: Zona Campeonato, Zona Ascenso y Zona Desarrollo. Desde la temporada 2011 la Zona Desarrollo pasó a disputarse de forma separada a las divisiones superiores y bajo un formato distinto, pasando a ser conocido originalmente como el Campeonato Argentino Súper 9 y, en la actualidad, como el Campeonato Argentino Select 12.
Buenos Aires es el equipo más exitoso en la historia del torneo, habiendo ganado 17 de las primeras 21 ediciones del torneo, incluyendo trece títulos de forma consecutiva entre 1973 y 1985. Las Águilitas han ganado un total de 47 campeonatos, contando los torneos en todas las categorías juveniles (M17, M21, M23, etc.). Se destacan también los seleccionados de Tucumán (18 títulos), Córdoba (7), Rosario (5) y Mendoza (2).

## Equipos participantes

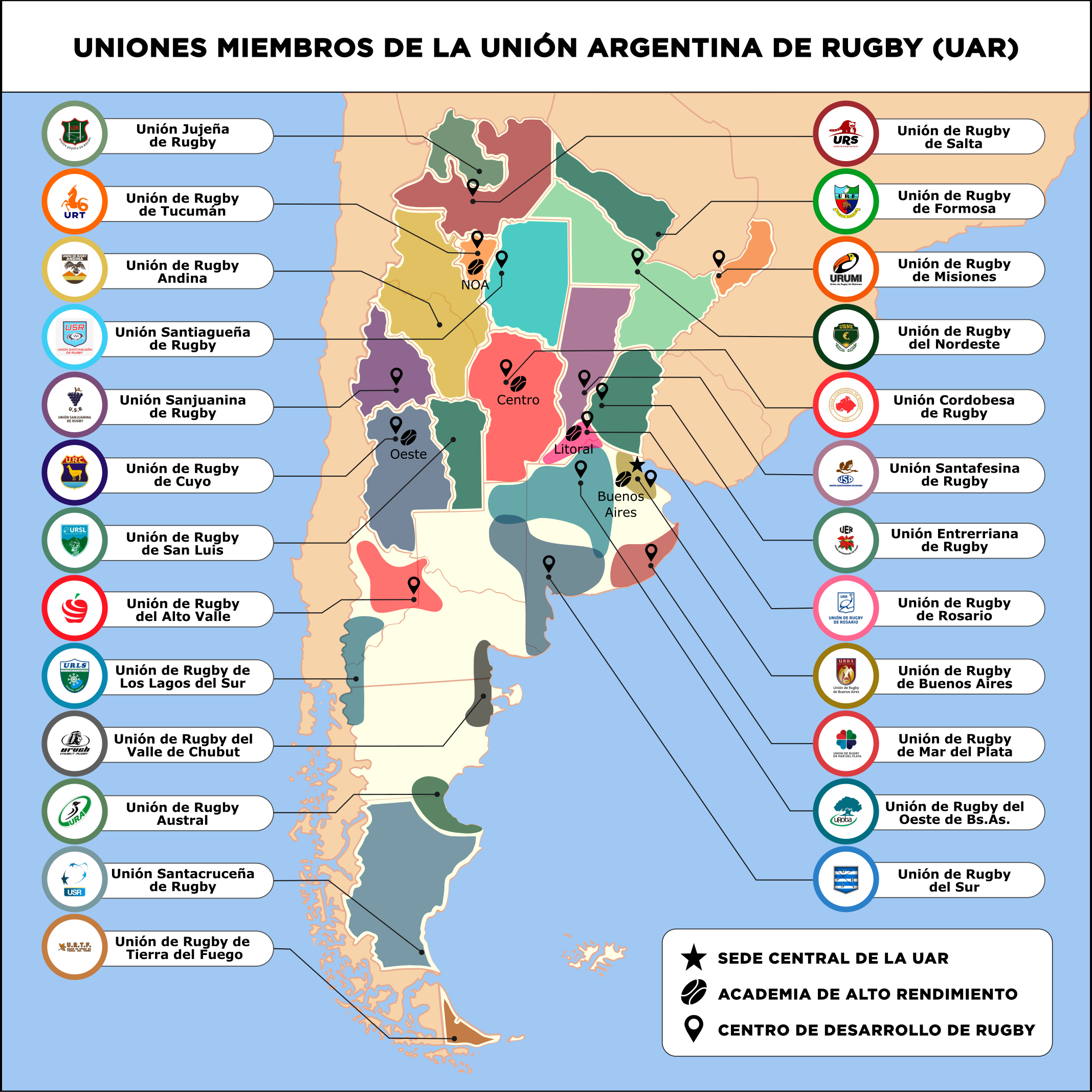
Uniones regionales miembros de la UAR (2023).

El Campeonato Argentino Juvenil reúne a las selecciones juveniles de las uniones provinciales afiliadas a la Unión Argentina de Rugby, las cuales seleccionan jugadores provenientes de sus respectivos clubes. Actualmente, todas las uniones miembros de la UAR compiten de forma plena en el torneo.
Entre 1972 y 1995, la propia Unión Argentina de Rugby fue un participante del torneo, estando a cargo del seleccionado de Buenos Aires y representando a los clubes directamente afiliados a la entidad nacional (tradicionalmente, clubes ubicados en el Área Metropolitana de Buenos Aires). En diciembre de 1995, los clubes directamente afiliados a la UAR se escindieron y crearon su propia unión provincial, la Unión de Rugby de Buenos Aires (URBA), la cual pasó a estar cargo del seleccionado de Buenos Aires. La UAR pasó a tener un rol meramente organizativo en el torneo a partir de entonces.
Al igual que en otros torneos organizados por la Unión Argentina de Rugby, equipos provenientes de otros países de Sudamérica Rugby han sido invitados a participar del campeonato a lo largo de los años. El primer equipo invitado fue Paraguay en 2002, seguidos por Uruguay en 2003. Tanto los Jóvenes Yacarés como los Teritos ganaron sus divisiones en sus respectivos debuts, pero inicialmente no pudieron ascender al tratarse de equipos invitados. Entre 2005 y 2007, los seleccionados juveniles de Chile y Venezuela también participaron de forma esporádica del torneo. Los seleccionados de Paraguay y Uruguay continuaron participando de forma intermitente hasta 2011.
A partir de 2018, los seleccionados de Chile, Paraguay y Uruguay fueron invitados a participar de forma plena en el torneo, ingresando en la última división y con la posibilidad de ascender a las divisiones superiores. En 2020, los Teritos fueron el primer equipo internacional en participar Zona Campeonato, tras conseguir dos ascensos de forma consecutiva.

### Última temporada
Distribución de los equipos participantes durante la temporada 2023.
| Zona Campeonato | Zona Ascenso        | Zona Desarrollo (Select 12) | Zona Desarrollo (Select 12) |
| --------------- | ------------------- | --------------------------- | --------------------------- |
| Buenos Aires    | Alto Valle          | Andina                      | San Luis                    |
| Córdoba         | Chubut              | Austral                     | Santa Cruz                  |
| Cuyo            | Mar del Plata       | Chile                       | Sur                         |
| Entre Ríos      | Nordeste            | Formosa                     | Tierra del Fuego            |
| Rosario         | Oeste               | Jujuy                       |                             |
| Salta           | San Juan            | Lagos del Sur               |                             |
| Tucumán         | Santa Fe            | Misiones                    |                             |
| Uruguay         | Santiago del Estero | Paraguay                    |                             |

## Campeonatos
| Año     | Cat.    | Campeón                                          | Resultado                                        | Subcampeón                                       | Tercer y cuarto puesto       | Cant. equipos |
| ------- | ------- | ------------------------------------------------ | ------------------------------------------------ | ------------------------------------------------ | ---------------------------- | ------------- |
| 1972    | 1972    | Rosario                                          | 21 - 18                                          | Cuyo                                             | Buenos Aires Córdoba         | 13            |
| 1973    | 1973    | Buenos Aires                                     | 41 - 10                                          | Rosario                                          | Córdoba Cuyo                 | 13            |
| 1974    | 1974    | Buenos Aires                                     | 19 - 3                                           | Córdoba                                          | Rosario Cuyo                 | 14            |
| 1975    | 1975    | Buenos Aires                                     | 10 - 6                                           | Mar del Plata                                    | Rosario Sur                  | 15            |
| 1976    | 1976    | Buenos Aires                                     | 49 - 18                                          | Tucumán                                          | Cuyo Rosario                 | 16            |
| 1977    | 1977    | Buenos Aires                                     | 17 - 7                                           | Tucumán                                          | Cuyo Salta                   | 15            |
| 1978    | 1978    | Buenos Aires                                     | 72 - 0                                           | Cuyo                                             | Tucumán Mar del Plata        | 15            |
| 1979    | 1979    | Buenos Aires                                     | 37 - 3                                           | Santa Fe                                         | San Juan Tandil              | 16            |
| 1980    | 1980    | Buenos Aires                                     | 17 - 6                                           | Cuyo                                             | San Juan Rosario             | 17            |
| 1981    | 1981    | Buenos Aires                                     | 25 - 12                                          | Córdoba                                          | Santa Fe Tucumán             | 15            |
| 1982    | 1982    | Buenos Aires                                     | 19 - 10                                          | Córdoba                                          | Chubut Salta                 | 19            |
| 1983    | 1983    | Buenos Aires                                     | 52 - 3                                           | Cuyo                                             |                              |               |
| 1984    | 1984    | Buenos Aires                                     | 19 - 18                                          | Córdoba                                          | Santa Fe Tucumán             | 16            |
| 1985    | 1985    | Buenos Aires                                     | 54 - 12                                          | Rosario                                          | Tucumán Mar del Plata        | 18            |
| 1986    | 1986    | Tucumán                                          | 25 - 18                                          | Córdoba                                          | Buenos Aires Cuyo            | 18            |
| 1987    | 1987    | Tucumán 28 - 28 Rosario (título compartido)      | Tucumán 28 - 28 Rosario (título compartido)      | Tucumán 28 - 28 Rosario (título compartido)      | Buenos Aires Sgo. del Estero | 18            |
| 1988    | 1988    | Buenos Aires                                     | 47 - 19                                          | Rosario                                          | Tucumán Austral              | 22            |
| 1989    | 1989    | Buenos Aires                                     | 27 - 18                                          | Tucumán                                          | Rosario Jujuy                | 21            |
| 1990    | 1990    | Córdoba                                          | 21 - 12                                          | Tucumán                                          | Buenos Aires Rosario         | 20            |
| 1991    | 1991    | Buenos Aires                                     | 30 - 15                                          | Cuyo                                             | Córdoba Rosario              | 19            |
| 1992    | 1992    | Buenos Aires                                     | 30 - 15                                          | Rosario                                          | Córdoba Cuyo                 | 19            |
| 1993    | M19     | Buenos Aires                                     | 22 - 17                                          | Tucumán                                          | Sgo. del Estero Rosario      | 16            |
| 1993    | M21     | Córdoba                                          | 16 - 9                                           | Tucumán                                          | Entre Ríos Santa Fe          | 12            |
| 1994    | M19     | Córdoba                                          | 29 - 28                                          | Rosario                                          | Buenos Aires Cuyo            | 21            |
| 1994    | M21     | Buenos Aires                                     | 39 - 10                                          | Tucumán                                          | Córdoba Salta                | 11            |
| 1995    | M19     | Tucumán                                          | 32 - 24                                          | Buenos Aires                                     | Córdoba Rosario              | 22            |
| 1995    | M21     | Buenos Aires                                     | 67 - 16                                          | Rosario                                          | Sgo. del Estero San Juan     | 12            |
| 1996    | M19     | Tucumán 24 - 24 Buenos Aires (título compartido) | Tucumán 24 - 24 Buenos Aires (título compartido) | Tucumán 24 - 24 Buenos Aires (título compartido) | Córdoba Rosario              |               |
| 1996    | M21     | Buenos Aires                                     | 30 - 9                                           | Tucumán                                          | Córdoba Nordeste             | 12            |
| 1997    | M19     | Buenos Aires                                     | 23 - 20                                          | Rosario                                          | Tucumán Córdoba              |               |
| 1997    | M21     | Buenos Aires                                     | lig.                                             | Cuyo                                             | Tucumán Córdoba              | 13            |
| 1998    | M19     | Tucumán                                          | 23 - 20                                          | Buenos Aires                                     | Cuyo Rosario                 | 21            |
| 1998    | M21     | Buenos Aires                                     | lig.                                             | Córdoba                                          | Tucumán Cuyo                 | 11            |
| 1999    | M19     | Tucumán                                          | 27 - 22                                          | Buenos Aires                                     | Salta Rosario                | 21            |
| 1999    | M21     | Rosario                                          | lig.                                             | Córdoba                                          | Buenos Aires Cuyo            | 5             |
| 2000    | M19     | Tucumán                                          | 42 - 27                                          | Cuyo                                             | Rosario Buenos Aires         | 21            |
| 2000    | M21     | Buenos Aires                                     | 38 - 37                                          | Tucumán                                          | Cuyo Rosario                 | 16            |
| 2001    | M18     | Córdoba                                          | 25 - 10                                          | Mar del Plata                                    | Cuyo Rosario                 |               |
| 2001    | M20     | Suspendido ( Tucumán - Buenos Aires)             | Suspendido ( Tucumán - Buenos Aires)             | Suspendido ( Tucumán - Buenos Aires)             | Córdoba Cuyo                 |               |
| 2002    | M18     | Buenos Aires                                     | 27 - 8                                           | Cuyo                                             | Córdoba Mar del Plata        | 22            |
| 2002    | M20     | Buenos Aires                                     | 22 - 12                                          | Córdoba                                          | Tucumán Cuyo                 | 22            |
| 2003    | M18     | Buenos Aires                                     | 44 - 13                                          | Cuyo                                             | Tucumán Rosario              | 24            |
| 2003    | M20     | Buenos Aires                                     | 27 - 8                                           | Córdoba                                          | Tucumán Rosario              | 22            |
| 2004    | M18     | Buenos Aires                                     | 24 - 10                                          | Cuyo                                             | Tucumán Rosario              | 26            |
| 2004    | M20     | Buenos Aires                                     | 59 - 16                                          | Tucumán                                          | Cuyo Córdoba                 | 24            |
| 2005    | M18     | Buenos Aires                                     | 22 - 11                                          | Cuyo                                             | Córdoba Tucumán              | 30            |
| 2005    | M20     | Cuyo                                             | 23 - 20                                          | Buenos Aires                                     | Tucumán Córdoba              | 24            |
| 2005    | M23     | Buenos Aires                                     | 26 - 19                                          | Cuyo                                             | Nordeste Salta               | 8             |
| 2006    | M18     | Tucumán                                          | 13 - 7                                           | Buenos Aires                                     | Córdoba Cuyo                 | 26            |
| 2006    | M20     | Buenos Aires                                     | 56 - 0                                           | Cuyo                                             | Tucumán Salta                | 20            |
| 2007    | 2007    | Buenos Aires                                     | 12 - 6                                           | Tucumán                                          | Córdoba Cuyo                 | 25            |
| 2008    | M18     | Buenos Aires                                     | 21 - 10                                          | Tucumán                                          | Cuyo Rosario                 | 8             |
| 2008    | M19     | Buenos Aires                                     | 21 - 15                                          | Tucumán                                          | Cuyo Córdoba                 | 25            |
| 2009    | M18     | Tucumán                                          | 19 - 11                                          | Buenos Aires                                     | Córdoba Cuyo                 | 8             |
| 2009    | M19     | Tucumán                                          | 16 - 15                                          | Buenos Aires                                     | Entre Ríos Rosario           | 25            |
| 2010    | M18     | Tucumán 20 - 20 Buenos Aires (título compartido) | Tucumán 20 - 20 Buenos Aires (título compartido) | Tucumán 20 - 20 Buenos Aires (título compartido) | Córdoba Salta                | 26            |
| 2010    | M19     | Buenos Aires                                     | 29 - 14                                          | Córdoba                                          | Rosario Tucumán              | 8             |
| 2011    | M18     | Tucumán                                          | 12 - 5                                           | Buenos Aires                                     | Rosario Cuyo                 | 25            |
| 2011    | M19     | Buenos Aires                                     | 26 - 18                                          | Tucumán                                          | Salta Córdoba                | 8             |
| 2012    | M18     | Rosario                                          | 37 - 10                                          | Tucumán                                          | Buenos Aires Cuyo            | 25            |
| 2012    | M19     | Tucumán                                          | 16 - 10                                          | Córdoba                                          | Buenos Aires Santa Fe        | 8             |
| 2012    | M21     | Córdoba (lig.) Buenos Aires (título compartido)  | Córdoba (lig.) Buenos Aires (título compartido)  | Córdoba (lig.) Buenos Aires (título compartido)  | Tucumán Rosario              | 10            |
| 2013    | M17     | Tucumán                                          | 28 - 26                                          | Rosario                                          | Buenos Aires Cuyo            | 25            |
| 2013    | M18     | Tucumán                                          | 23 - 10                                          | Cuyo                                             | Rosario Buenos Aires         | 16            |
| 2014    | M18     | Buenos Aires                                     | 3 - 3                                            | Rosario                                          | Salta Cuyo                   | 25            |
| 2014    | M21     | Córdoba                                          | lig.                                             | Buenos Aires                                     | Rosario Tucumán              | 5             |
| 2015    | M18     | Buenos Aires                                     | 18 - 13                                          | Córdoba                                          | Tucumán Rosario              | 25            |
| 2015    | M21     | Tucumán                                          | lig.                                             | Córdoba                                          | Cuyo Buenos Aires            | 6             |
| 2016    | 2016    | Buenos Aires                                     | 23 - 12                                          | Cuyo                                             | Mar del Plata Tucumán        | 25            |
| 2017    | 2017    | Tucumán                                          | 21 - 13                                          | Buenos Aires                                     | Mar del Plata Rosario        | 25            |
| 2018    | 2018    | Tucumán                                          | 19 - 10                                          | Cuyo                                             | Mar del Plata Buenos Aires   | 28            |
| 2019    | 2019    | Buenos Aires                                     | 37 - 23                                          | Córdoba                                          | Cuyo Rosario                 | 28            |
| 2020    | 2020    | Cancelado por pandemia de COVID-19               | Cancelado por pandemia de COVID-19               | Cancelado por pandemia de COVID-19               |                              | 28            |
| 2021    | 2021    | Buenos Aires                                     | 20 - 19                                          | Córdoba                                          | Tucumán Rosario              | 26            |
| 2022 I  | 2022 I  | Córdoba                                          | 6 - 3                                            | Buenos Aires                                     | Rosario Tucumán              | 16            |
| 2022 II | 2022 II | Cuyo                                             | 26 - 12                                          | Buenos Aires                                     | Rosario Córdoba              | 28            |
| 2023    | 2023    | Rosario                                          | 34 - 22                                          | Buenos Aires                                     | Córdoba Entre Ríos           | 28            |
| 2024    | 2024    | Buenos Aires                                     | 43 - 14                                          | Rosario                                          | Tucumán Córdoba              | 26            |
| 2025    |         |                                                  |                                                  |                                                  |                              |               |

## Palmarés
Esta lista incluye los resultados obtenidos en los torneos de todas las categorías (M17, M20, M23, etc.). 
| Equipo              | Campeón | Subcampeón | Tercer y cuarto puesto |
| ------------------- | ------- | ---------- | ---------------------- |
| Buenos Aires        | 48      | 13         | 13                     |
| Tucumán             | 18      | 15         | 23                     |
| Córdoba             | 7       | 15         | 24                     |
| Rosario             | 5       | 10         | 31                     |
| Cuyo                | 2       | 16         | 26                     |
| Mar Del Plata       |         | 2          | 6                      |
| Santa Fe            |         | 1          | 4                      |
| Salta               |         |            | 9                      |
| Santiago del Estero |         |            | 3                      |
| San Juan            |         |            | 3                      |
| Entre Ríos          |         |            | 3                      |
| Nordeste            |         |            | 2                      |
| Jujuy               |         |            | 1                      |
| Austral             |         |            | 1                      |
| Chubut              |         |            | 1                      |
| Tandil              |         |            | 1                      |
| Sur                 |         |            | 1                      |

Actualizado a la temporada 2024. Información acerca de los equipos que finalizaron en el tercer y cuarto puesto del Campeonato Argentino Juvenil 1983 no se encuentra disponible.

### Ascenso
A partir de 1990 el torneo pasó a dividirse en niveles bajo un sistema de ascensos y descensos. Estas divisiones del torneo sirvieron principalmente para definir los ascensos y dividir los equipos en zonas geográficas, pero en ciertas temporadas estas divisiones resultaron en un ganador definitivo, decidido a través de una final o una tabla general. A partir de 2011, la última división del torneo pasó a ser el Campeonato Argentino Súper 9, actual Campeonato Argentino Select 12.
Estas listas incluyen los resultados obtenidos en los torneos de todas las categorías. En negrita las temporadas correspondientes al Súper 9 o Select 12.
| Equipo              | Temporadas ganadas                             | Total |
| ------------------- | ---------------------------------------------- | ----- |
| Santa Fe            | 1998, 2004, 2006, 2006, 2009, 2011, 2016, 2023 | 8     |
| Entre Ríos          | 1998, 2008, 2021, 2022                         | 4     |
| Sur                 | 2005, 2007, 2010, 2013                         | 4     |
| Santiago del Estero | 1997, 2013, 2015, 2017                         | 4     |
| Uruguay             | 2004, 2019                                     | 2     |
| San Juan            | 2003, 2005                                     | 2     |
| Mar Del Plata       | 2014, 2022                                     | 2     |
| Alto Valle          | 2024                                           | 1     |
| Córdoba             | 2018                                           | 1     |
| Salta               | 2012                                           | 1     |
| Nordeste            | 2003                                           | 1     |
| Paraguay            | 2002                                           | 1     |
| Oeste               | 2002                                           | 1     |

| Equipo     | Temporadas ganadas           | Total |
| ---------- | ---------------------------- | ----- |
| Chubut     | 1992, 2006, 2012, 2014, 2017 | 5     |
| Austral    | 1991, 2005, 2006, 2016       | 4     |
| Uruguay    | 2003, 2003, 2018             | 3     |
| Oeste      | 2015, 2024                   | 2     |
| Misiones   | 2013, 2024                   | 2     |
| Andina     | 2019, 2023                   | 2     |
| San Juan   | 2004, 2011                   | 2     |
| Entre Ríos | 2004, 2005                   | 2     |
| Chile      | 2023                         | 1     |
| Alto Valle | 2022                         | 1     |
| Sur        | 2021                         | 1     |
| Córdoba B  | 2021                         | 1     |

Cuarta división
| Equipo        | Temporadas ganadas | Total |
| ------------- | ------------------ | ----- |
| Centro        | 2006               | 1     |
| Invitacion XV | 2005               | 1     |
| Invitación XV | 2005               | 1     |
| Chubut        | 2004               | 1     |
| Misiones      | 2004               | 1     |